# 1208

## Události
- zavražděn papežský legát Pierre z Castelnau
- počátek křížových výprav proti Albigenským

## Narození
- 10. ledna – Möngke, čtvrtý Velký chán Mongolů († 1259)
- 22. února – Jakub I. Aragonský, aragonský král, král Mallorky a Valencie († 27. července 1276)
- ? – Koloman Haličský, haličský král a slavonský vévoda z dynastie Arpádovců († 1241)
- ? – Markéta Skulesdatter, norská královna, manželka Haakona IV. († 1270)
- ? – Simon de Montfort, vůdce baronského odporu vůči Jindřichovi III. , de facto vládce Anglie, jeden z předchůdců myšlenky moderního parlamentarismu († 4. srpna 1265)
- ? – Štěpán II. z Medlova, moravský šlechtic († 1256)
- ? – Jindřich Babenberský, syn rakouského vévody Leopolda VI. († 29. listopadu 1227/1228)

## Úmrtí
- 21. června – Filip Švábský, římskoněmecký král (* 1177)
- 27. srpna – Irena Angelovna, dcera byzantského císaře Izáka II. a manželka římskoněmeckého krále Filipa Švábského (* asi 1178)
- 9. listopadu – Sancha Kastilská, aragonská královna jako manželka Alfonsa II. (* 1154)
- ? – Štěpán de Castellione Dumbarum, francouzský světec (* 1149)

## Hlava státu
- České království – Přemysl Otakar I.
- Svatá říše římská – Ota IV. Brunšvický
- Papež – Inocenc III.
- Anglické království – Jan Bezzemek
- Francouzské království – Filip II. August
- Polské knížectví – Lešek I. Bílý
- Uherské království – Ondřej II.
- Sicilské království – Fridrich I.
- Kastilské království – Alfonso VIII. Kastilský
- Rakouské vévodství – Leopold VI. Babenberský
- Skotské království – Vilém Lev
- Portugalské království – Sancho I. Portugalský
- Latinské císařství – Jindřich
- Nikájské císařství – Theodoros I. Laskaris